# RF (インストゥルメンタルバンド)
RF（アールエフ）は、日本のインストゥルメンタルバンド（ジャズ器楽曲バンド）である。
RFは“Rokugen Club with Farah”の略で、スタジオ・ミュージシャンとして数多くライヴ・サポート&レコーディングで活動してきたギタリストの、成川正憲率いる六弦俱楽部と、元レコードショップのバイヤーでJazzanova・The Five Corners Quintet等々国内外のDJ・バンドとの共演経験を持つDJ・作曲家Farahのユニットを意味する。HIPHOPを中心にルーツ・ミュージックをカバーしている。
これまでに「RF」「Relation」「Feel」「Rhythm」「Fill the bill」の計5枚のアルバムをリリース。

## メンバー
- 成川正憲 Masanori Narikawa（guiar/arrangement）
大学在学中に都倉俊一と出会いテイチクよりデビュー。これまでに数多くのミュージシャンのレコーディング、ライブ・サポート&プロデュースを手掛ける。またCM音楽制作も多数。2008年自身の音楽プロジェクト“六弦俱楽部”を結成。2014年に1st mini album「hikari no hane」を自主制作でリリース。
- 板谷直樹 Naoki Itaya （bass）
R&B、AOR、ジャズ系を得意とするベーシスト。多数のアーティスト作品に参加し、TVサウンドトラック、CM、アニメ等にも関わる。リットーミュージック刊行の「ベースラインで迷わない本」「一生使えるベース基礎トレ本」「一生使えるベース基礎トレ本・スラップ強化編」の著者。フレーズの細かい解説などをYouTubeにて数多く掲載している。
- 鈴木郁 Kaoru Suzuki （drums）
小学生の時にドラムを始める。10代の頃都内のクラブ等でプロとして演奏し、松原のぶえなどのバックバンドを経験。1997年にボストンバークリー音楽院に奨学金を得て入学。1999年にボストンで活動しているバンドSoulCityにオーディションを受けメンバーとなり、レイ・チャールズの前座、もとアメリカ副大統領アル・ゴアのレセプション・パーティー等で演奏。2001年帰国。都内を中心に活動中。
- Farah （producer）
元渋谷のレコード・ショップ・バイヤー。1995年よりDJとしても活動。2009年レーベルTimelessを立ち上げRFをプロデュース。
- 澤田悠介

## ディスコグラフィー

### アルバム
1. RF (2010年8月18日)
  1. Runnin'
  2. 93 'til infinity
  3. Who needs forever
  4. Love theme from Spartacus
  5. Walk on the wild side
  6. Coco
  7. You and me
  8. More swing
  9. Hipnove Brazilian suite:Mas que nada - Dexia - Berimbau
  10. Fiesta
2. Relation (2011年4月27日)
  1. I'll still love you
  2. Sexy woman
  3. Save our children
  4. Question of faith
  5. Trinkets & things
  6. A procura da batida perfeita
  7. Talkin' all that jazz
  8. From the bottom of my heart
  9. Acalanto
  10. High & dry
3. Feel (2011年9月14日)
  1. Summer madness feat.Chihiro(PEACE OF PEACE) & Shoji Haruna
  2. Brazilian rhyme
  3. Save our children
  4. Disco devil
  5. Runaway
  6. Deixa feat. hayato kaori
  7. Gentle Smile
4. Rhythm (2011年12月7日)
  1. Real love
  2. Boy you knock me out
  3. Waterfalls
  4. Right here
  5. Summer bunnies
  6. Angel
  7. You gotta be